# Multidentia pobeguinii
Multidentia pobeguinii är en måreväxtart som först beskrevs av John Hutchinson och John McEwan Dalziel, och fick sitt nu gällande namn av Diane Mary Bridson. Multidentia pobeguinii ingår i släktet Multidentia och familjen måreväxter. Inga underarter finns listade i Catalogue of Life.